# Crosse & Blackwell
Crosse & Blackwell es una marca británica de productos alimenticios. La empresa original se estableció en Londres en 1706 y luego fue adquirida por Edmund Crosse y Thomas Blackwell en 1830. Se independizó hasta que fue adquirida por el conglomerado suizo Nestlé en 1960. Los productos de conservación de alimentos de la marca Crosse & Blackwell incluyen condimentos, mermeladas, salsas de carne, salsas de mariscos, carne picada, mostaza, encurtidos y cebollas en escabeche, entre otros.

## Historia

### Historia temprana
Jackson's, un negocio de productos agrícolas coloniales, se estableció en Londres en 1706, más tarde se convirtió en West & Wyatt y se especializó en encurtidos, salsas y condimentos, además de pescado salado, y ocupó cargos reales durante los reinados de Jorge III, Jorge IV y Guillermo IV. Descrito como "petroleros y salineros", West & Wyatt tenía una fábrica en el 11 de King Street (ahora Shaftesbury Avenue) en Soho en 1818, envasando y suministrando aceites dulces, alimentos conservados en aceite y frutas y conservas cristalizadas.
En 1819, se unieron a la compañía dos aprendices: Edmund Crosse (1804–1862) y Thomas Blackwell (1804–1879). En 1830, pidieron prestadas 600 libras esterlinas a sus familias para comprar el negocio, que se conoció como "Crosse & Blackwell". La compañía fue una de las primeras en obtener una autorización real de la reina Victoria, en 1837.

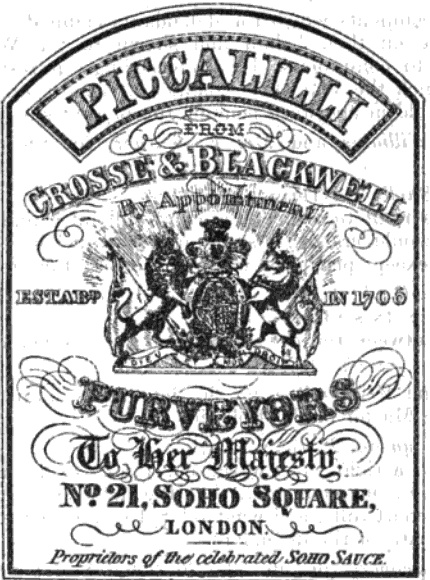
Etiqueta de Piccalilli utilizada por Crosse & Blackwell alrededor de 1867.

En 1839, la empresa se había expandido y trasladado sus oficinas y tienda al 20-21 de Soho Square. Durante la década siguiente, fue pionera en el uso de chefs famosos como patrocinadores y colaboradores, trabajando con Alexis Soyer desde 1850 para crear los productos picantes Soyer's Sauce, Soyer's Relish y Soyer's Sultana Sauce. También era un mayorista de salsa Lea & Perrins Worcestershire.
Crosse & Blackwell abrió una fábrica de vinagre en Caledonian Road y comenzó a empacar pepinillos en Soho Square (descrito por Henry Mayhew en su libro de 1865 The Shops and Companies of London, and the Trades and Manufactories of Great Britain, en un informe titulado 'Girls in Pickle'). Crosse & Blackwell también adquirió una pequeña empresa de conservas de Bermondsey, Gamble & Company, establecida en 1812 (como Donkin, Hall and Gamble) para producir conservas de frutas, verduras y carne para abastecer a los barcos de larga distancia. En 1849, la empresa también estableció una planta en Cork, Irlanda, para producir salmón enlatado.
Durante los últimos años del siglo XIX, Crosse & Blackwell desarrolló varios edificios en Charing Cross Road, cerca de sus instalaciones en Soho Square. En 1875–76, la compañía encargó un complejo de establos de dos pisos en el 111 de Charing Cross Road, diseñado por el arquitecto Robert Lewis Roumieu. Roumieu murió en 1877, pero su hijo, Reginald St Aubyn Roumieu, comercializado como Roumieu & Aitchison, completó un almacén adicional en el 151-155 de Charing Cross Road (que permaneció en uso hasta 1921), y en 1888 diseñó otro almacén en el 157 de Charing Cross Road (terminado en 1893; en 1927, fue remodelado como el teatro Astoria). Desde 1888 hasta la década de 1920, Crosse & Blackwell también tuvo oficinas en el 114-116 de Charing Cross Road, nuevamente diseñadas por Roumieu & Aitchison.

### Siglo 20
Antes de la Primera Guerra Mundial, Crosse & Blackwell (una sociedad limitada desde 1892) estableció su primera fábrica en Europa continental, en Hamburgo. Después de la guerra, adquirió otro negocio con sede en Bermondsey, el fabricante de salsas y encurtidos E Lazenby & Son Ltd, en 1919, y el fabricante de mermelada con sede en Dundee James Keiller & Son Ltd en 1924. Este último tenía una fábrica en Tay Wharf en el distrito Silvertown del este de Londres, cerca del río Támesis, las conexiones ferroviarias y la refinería de azúcar de Henry Tate.
Otras adquisiciones incluyeron Cosmelli Packing Company, Robert Kellie & Son, Batzer & Co y Alexander Cairns & Sons. Después de la Primera Guerra Mundial, Crosse & Blackwell estableció más fábricas en el extranjero (hacia 1930, tenía plantas en Baltimore, Bruselas, Buenos Aires, París y Toronto, así como en el Reino Unido y Hamburgo).

#### Branston
En 1920, Crosse & Blackwell hizo una oferta exitosa de £ 612,856 para adquirir un sitio de fábrica en Branston, en las afueras de Burton upon Trent, que se comprometieron a convertir en la planta de conservación de alimentos más grande y mejor equipada del Imperio Británico. Esto permitió a la empresa desalojar sus propiedades en Soho (casi 100 años después, las instalaciones de Soho Square fueron objeto de una investigación arqueológica durante la construcción del proyecto London Crossrail).
En 1922 comenzaron a producir Branston Pickle (según una receta atribuida a la Sra. Caroline Graham y sus hijas Evelyn y Ermentrude) en su nueva fábrica, pero esta fábrica resultó antieconómica y la producción se trasladó al sitio de Lazenby en Crimscott Street, Bermondsey. La producción en Branston terminó en enero de 1925, lo que provocó un desempleo local a gran escala y, como resultado, muchas personas locales boicotearon los productos de Crosse & Blackwell.
El sitio de Bermondsey se amplió con nuevos edificios en 1924 y 1926 y permaneció en uso hasta 1969.

#### Keiller
La fábrica de Keiller en Silvertown había sido destruida en un incendio en 1889 y reconstruida al año siguiente. Continuó la fabricación de conservas, chocolates y productos de confitería hasta que fue nuevamente destruida, esta vez bombardeada durante el primer ataque aéreo diurno en Londres el 7 de septiembre de 1940. El trabajo de chocolate y confitería se transfirió a Dundee, pero finalmente se reinició la fabricación de conservas. Esto luego se transfirió a Dundee en 1956.

#### Nestlé
En 1960, Nestlé compró Crosse & Blackwell Group y desarrolló el nombre en varias categorías de alimentos en todo el mundo. La adquisición aumentó la producción de Nestlé (agregando 11 fábricas) e incluyó la fábrica de conservas de pescado más grande del Reino Unido (ubicada en Peterhead, Aberdeenshire). Crosse & Blackwell empleaba a 4.700 trabajadores en producción y otros 1.900 empleados y vendedores en el momento de la adquisición. Más tarde, la marca pasó a ser propiedad de Premier Foods.

### Siglo 21
La empresa vendió las operaciones de Crosse & Blackwell en 2002. En la actualidad, la propiedad de la marca Crosse & Blackwell se divide entre The JM Smucker Company en Norteamérica, Princes Group en Europa y Tiger Brands en Sudáfrica.